# قزمة العواء الثالثة
قزمة العواء الثالثة أو بوتس III (بالإنجليزية: Bootes II Dwarf Galaxy)‏ هي كثافة مفرطة في هالة درب التبانة، ربما تكون مجرة قزمة كروية ممزقة تقع في كوكبة العواء اكتشفت في عام 2009 في البيانات المستقاة من مسح سلووان الرقمي للسماء. وتقع المجرة على مسافة تقدر بحوالي 46 الف فرسخ فلكي من الشمس وتحرك بعيدا الشمس بسرعة تقارب 200 كم / ثانية. للمجرة شكل ممدود (نسبة المحوار 2: 1) ونصف قطر يقارب 0.5 فرسخ فلكي.

## خصائص
الحجم الكبير والشكل الشاذ (غير منتظم) قد يشير إلى أن بوتس III في مرحلة انتقالية بين مجرة مقيدة بالجاذبية ونظام غير مقيد نهائيا. وقزمة العواء الثالثة واحدة من أصغر وأخفت المجرات القمرية المعروفة لدرب التبانة ضياؤها الكلي يعادل حوالي 18,000 ضياء شمسي (قدرها الظاهري المطلق −5.8)، وهذا أقل بكثير من ضياء عنقود مغلق نموذجي ويصعب تقدير كتلة بوتس III لأن المجرة في مرحلة تمزق. في هذه الحالة لا يوجد علاقة بين كتلة المجرة وسرعة تشتت نجومها.
وتتكون جمهرة نجوم قزمة العواء الثالثة أساسا من نجوم قديمة تشكلت قبل نحو 12 مليار سنة ومعدنية هذه النجوم القديمة منخفضة عند [Fe/H]=−2.1 ± 0.2 مما يعني أنها تحتوي على عناصر ثقيلة أقل بحوالي 120 مرة من الشمس. وقد تكون قزمة العواء الثالثة مصدر نجوم تيار ستيكس في هالة المجرة، الذي تم اكتشافه جنبا إلى جنب مع هذه المجرة.